# Warri
Warri es una ciudad petrolera en el estado de Delta, Nigeria, África, con una población en 2006 de más de 300.000 personas, según las cifras nacionales de población.[cita requerida] Su población incluye personas de origen urhobos, isokos, itsekiris e ijaws, pero también viven allí otros grupos.[cita requerida] La religión más frecuente es el cristianismo, al igual que la mayoría del sur de Nigeria.[cita requerida] La ciudad es conocida a nivel nacional por su pidgin inglés único (véase el artículo en inglés sobre el pidgin de Nigeria).[cita requerida]
- Datos: Q574593
- Multimedia: Warri / Q574593